# 鲢球孢虫
鲢球孢虫（学名：Sphaerospora lieni）为球孢科球孢虫属的动物。在中国，分布于湖北等，营寄生生活，寄生在鲢的肾。